# Bilawal-ur-Rehman
Bilawal-ur-Rehman (ur. 2 października 1993) – pakistański piłkarz występujący na pozycji pomocnika w pakistańskim klubie KRL oraz w reprezentacji Pakistanu.

## Kariera reprezentacyjna
13 października 2013 zadebiutował w reprezentacji Pakistanu w meczu towarzyskim przeciwko Tajwanowi (0:1). W 2014 roku otrzymał powołania na zgrupowania kadry w Palestynie, Lahaurze i Bahrajnie.

## Statystyki

### Reprezentacyjne
(aktualne na dzień 15 grudnia 2019)
| Reprezentacja | Rok     | Mecze | Bramki |
| ------------- | ------- | ----- | ------ |
| Pakistan      | 2013    | 2     | 0      |
| Pakistan      | 2014    | 2     | 0      |
| Pakistan      | 2015    | 1     | 0      |
| Pakistan      | 2018    | 1     | 0      |
| Pakistan      | Ogólnie | 6     | 0      |

| 1. | 13.10.2013 | Bacolod, Filipiny   | Tajwan     | 0:1 |  | Mecz towarzyski       |
| 2. | 15.10.2013 | Bacolod, Filipiny   | Filipiny   | 3:1 |  | Mecz towarzyski       |
| 3. | 19.02.2014 | Bejrut, Liban       | Liban      | 3:1 |  | Mecz towarzyski       |
| 4. | 21.06.2014 | Surabaja, Indonezja | Indonezja  | 4:0 |  | Mecz towarzyski       |
| 5. | 06.02.2015 | Lahaur, Pakistan    | Afganistan | 2:1 |  | Mecz towarzyski       |
| 6. | 04.09.2018 | Dhaka, Bangladesz   | Nepal      | 1:2 |  | Mistrzostwa SAFF 2018 |

## Sukcesy

### KRL FC
- Mistrzostwo Pakistanu (3×): 2012/2013, 2013/2014, 2018/2019